# فتحعلی‌شاه همراه با ساعت جیبی
فتحعلی‌شاه همراه با ساعت جیبی نام پرتره‌ای از فتحعلی‌شاه قاجار اثر میرزابابا اصفهانی است. این نقاشی پرترهٔ بزرگی از شمایل فتحعلی‌شاه در دوران جوانی‌اش پیش از جلوس بر تخت را نشان می‌دهد که بر روی یک قالی منقوش نشسته‌است و یک ساعت اروپایی در مقابل او قرار دارد.

## موضوع
این نقاشی پرتره‌ای از فتحعلی‌شاه جوان را یک سال پیش از جلوس نشان می‌دهد. این نقاشی دست‌کم به اندازهٔ طبیعی از مدل ترسیم شده و دارای جزئیات فراوان است. بیشتر پرتره‌های فتحعلی‌شاه دارای تاریخ و مرقوم، بعد از این نقاشی هستند. در این نقاشی فتحعلی‌شاه بدون تاج به تصویر کشیده شده‌است که سندی بر این است که در زمان کشیده شدن این اثر او هنوز به تخت پادشاهی ننشسته بود اما در نمونه‌های بعدی پرترهٔ فتحعلی‌شاه شاهد تاج‌های بزرگ و شمشیر در کنار شمایل او با حالتی متکبرانه‌تر و زیورآلات بیشتری هستیم.
در این صورت‌نگاری، فتحعلی‌شاه جوان است و تا حدودی با محیط خود در صلح و آرامش است. نکتهٔ قابل توجه و غیرعادی در این تصویر، ساعت اروپایی با جعبهٔ جواهرنشان است که در مقابل زانوان پادشاه قرار داده شده‌است.